# Tour de France 2016/11. Etappe

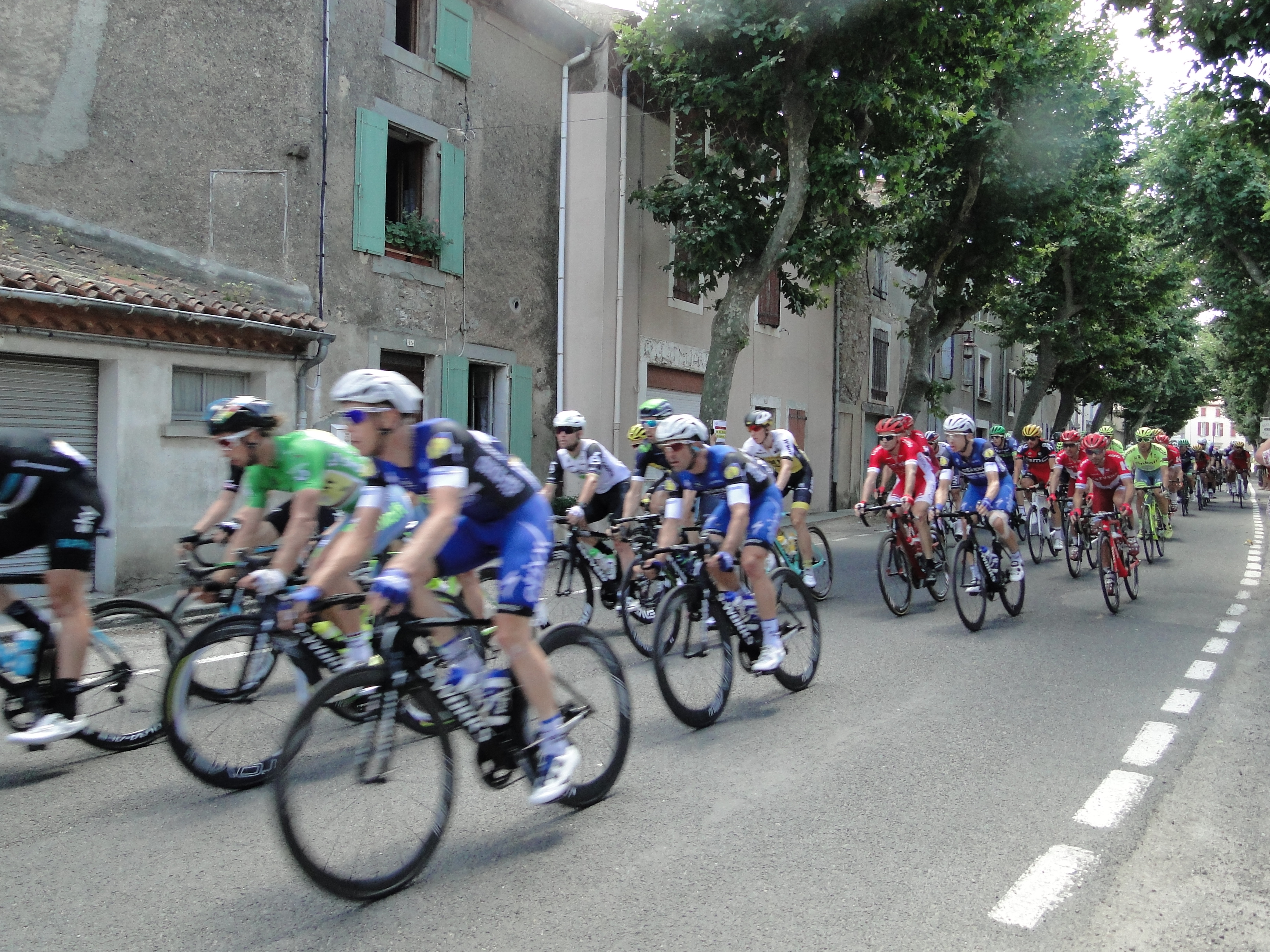
Tour de France 2016, 11. Etappe in Caunes-Minervois.

Die 11. Etappe der Tour de France 2016 wurde am 13. Juli 2016 ausgetragen. Sie führte über 162,5 Kilometer von Carcassonne nach Montpellier. Es gab zwei Bergwertungen der 4. Kategorie sowie einen Zwischensprint in Pezenas nach 113,5 Kilometern.

## Rennverlauf
Die Etappe, die viele Windkanten bot, wurde von Beginn an schnell gefahren, um einige Fahrer für das Gesamtklassement abzuhängen. Dennoch konnte sich eine zweiköpfige Spitzengruppe bilden: Leigh Howard (IAM) und Arthur Vichot (FDJ) fuhren zwei Minuten auf das Peloton heraus. Dort kam es zu zwei Stürzen, in die George Bennett (TLJ), Thibaut Pinot (FDJ), Luis León Sánchez (AST) und Jurgen Van Den Broeck (KAT) verwickelt waren.
Vichot gewann die beiden niedrig dotierten Bergwertungen nach 38 und 57 Kilometern, zusammen mit Howard hatte er etwa vier Minuten Vorsprung auf das Hauptfeld. Dort wurde nun unter Führung der Tinkoff-Mannschaft ein sehr hohes Tempo angeschlagen, das auch prompt Wirkung zeigte: das Peloton zerfiel in mehrere Gruppen, die Ausreißer wurden eingeholt. Den Zwischensprint gewann Marcel Kittel (EQS) vor dem in Grün fahrenden Peter Sagan (TNK) und Mark Cavendish (DDD), seinem ersten Verfolger in der Punktewertung.
Zwischenzeitlich konnte das Feld wieder etwas zusammenfinden, es fielen aber dennoch ein paar Fahrer zurück, die nicht stark genug waren, um dauerhaft gegen den Wind zu fahren. Diese Situation nutzten Peter Sagan, Maciej Bodnar (TNK) und Chris Froome (SKY) für einen Angriff. Sie konnten teilweise über zwanzig Sekunden Vorsprung auf das Feld herausfahren und lagen am Ziel etwa fünf Sekunden voraus. Den Sprint mit Froome gewann Peter Sagan, der Slowake errang damit seinen zweiten Tour-Etappensieg 2016 und baute die Führung in der Punktewertung deutlich aus, da Mark Cavendish zuvor einen Defekt hatte, der ihn aus der vorderen Gruppe des Pelotons herausfallen ließ.
In der Gesamtwertung konnte Chris Froome seinen Vorsprung weiter ausbauen. Rückstand handelten sich unter anderem Joaquim Rodríguez (KAT), Pierre Rolland (CDT) und Eduardo Sepúlveda (VFC) ein, die mit einer der im Wind abgehängten Gruppen das Ziel erreichten.

## Punktewertungen
| Zwischensprint in Pezenas nach 113,5 km auf 29 m |                        |                           |         |
| 1.                                               | Deutschland            | Marcel Kittel (EQS)       | 20 Pkt. |
| 2.                                               | Slowakei               | Peter Sagan (TNK)         | 17 Pkt. |
| 3.                                               | Vereinigtes Konigreich | Mark Cavendish (DDD)      | 15 Pkt. |
| 4.                                               | Italien                | Fabio Sabatini (EQS)      | 13 Pkt. |
| 5.                                               | Argentinien            | Maximiliano Richeze (EQS) | 11 Pkt. |
| 6.                                               | Danemark               | Michael Valgren (TNK)     | 10 Pkt. |
| 7.                                               | Belgien                | Iljo Keisse (EQS)         | 9 Pkt.  |
| 8.                                               | Tschechien             | Roman Kreuziger (TNK)     | 8 Pkt.  |
| 9.                                               | Kolumbien              | Nairo Quintana (MOV)      | 7 Pkt.  |
| 10.                                              | Vereinigtes Konigreich | Ian Stannard (SKY)        | 6 Pkt.  |
| 11.                                              | Italien                | Jacopo Guarnieri (KAT)    | 5 Pkt.  |
| 12.                                              | Australien             | Luke Durbridge (OBE)      | 4 Pkt.  |
| 13.                                              | Spanien                | Alejandro Valverde (MOV)  | 3 Pkt.  |
| 14.                                              | Vereinigtes Konigreich | Luke Rowe (SKY)           | 2 Pkt.  |
| 15.                                              | Spanien                | Gorka Izagirre (MOV)      | 1 Pkt.  |

| Etappenziel in Montpellier nach 162,4 km auf 55 m |                        |                                   |         |
| 1.                                                | Slowakei               | Peter Sagan (TNK)                 | 50 Pkt. |
| 2.                                                | Vereinigtes Konigreich | Chris Froome (SKY)                | 30 Pkt. |
| 3.                                                | Polen                  | Maciej Bodnar (TNK)               | 20 Pkt. |
| 4.                                                | Norwegen               | Alexander Kristoff (KAT)          | 18 Pkt. |
| 5.                                                | Frankreich             | Christophe Laporte (COF)          | 16 Pkt. |
| 6.                                                | Belgien                | Jasper Stuyven (TFS)              | 14 Pkt. |
| 7.                                                | Norwegen               | Edvald Boasson Hagen (DDD)        | 12 Pkt. |
| 8.                                                | Deutschland            | André Greipel (LTS)               | 10 Pkt. |
| 9.                                                | Norwegen               | Sondre Holst Enger (IAM)          | 8 Pkt.  |
| 10.                                               | Belgien                | Oliver Naesen (IAM)               | 7 Pkt.  |
| 11.                                               | Sudafrika              | Reinardt Janse van Rensburg (DDD) | 6 Pkt.  |
| 12.                                               | Deutschland            | John Degenkolb (TGA)              | 5 Pkt.  |
| 13.                                               | Niederlande            | Dylan Groenewegen (TLJ)           | 4 Pkt.  |
| 14.                                               | Vereinigtes Konigreich | Daniel McLay (VFC)                | 3 Pkt.  |
| 15.                                               | Vereinigtes Konigreich | Adam Yates (OBE)                  | 2 Pkt.  |

## Bergwertungen
| Côte de Minerve Kategorie 4 nach 38 km auf 245 m 2,5 km bei 5,4 % |            |                     |        |
| 1.                                                                | Frankreich | Arthur Vichot (FDJ) | 1 Pkt. |

| Côte de Villespassans Kategorie 4 nach 57 km auf 207 m 2,3 km bei 4,5 % |            |                     |        |
| 1.                                                                      | Frankreich | Arthur Vichot (FDJ) | 1 Pkt. |